# Frælsisfylkingin
Frælsisfylkingin (Dansk: Frihedsfronten) var et separatistisk politisk parti på Færøerne. Partiet opstillede til lagtingsvalget i 1994, men fik kun 1,9 procent af stemmene, og dermed ingen mandater i Lagtinget.